# Micronycteris megalotis
Micronycteris megalotis (Gray, 1842) è un pipistrello della famiglia dei Fillostomidi diffuso in America meridionale.

## Descrizione

### Dimensioni
Pipistrello di piccole dimensioni, con la lunghezza totale tra 57 e 63 mm, la lunghezza dell'avambraccio tra 32,5 e 35 mm, la lunghezza della coda tra 12 e 16 mm, la lunghezza del piede tra 9 e 10 mm, la lunghezza delle orecchie tra 22 e 23 mm e un peso fino a 6,3 g.

### Aspetto
La pelliccia è lunga. Le parti dorsali sono marroni scure con la base dei peli bianca, mentre le parti ventrali sono brunastre. Il muso è allungato, la foglia nasale è ben sviluppata, lanceolata e con la porzione anteriore saldata al labbro superiore soltanto alla base, mentre sul labbro inferiore è presente un cuscinetto carnoso a forma di V. Le orecchie sono grandi, ovali, ricoperte di peli alla base del margine anteriore e unite sulla testa da una membrana poco sviluppata con un incavo centrale superficiale. Il trago è corto, triangolare e con un piccolo incavo alla base del margine posteriore. Le ali sono attaccate posteriormente alla base dei piedi. La coda è lunga circa la metà dell'ampio uropatagio. Il calcar è più lungo del piede. Il cariotipo è 2n=40 FNa=68.

## Biologia

### Comportamento
Si rifugia all'interno di grotte, miniere, edifici, sotto i ponti, nei pozzi, canali d'irrigazione e nelle cavità degli alberi. Talvolta utilizza tane di grandi animali e ammassi rocciosi.

### Alimentazione
Si nutre di insetti come lepidotteri e coleotteri e nella stagione secca anche di frutta.

### Riproduzione
Femmine gravide sono state catturate sull'isola di Trinidad a marzo, mentre altre che allattavano sono state catturate ai primi di giugno. Danno alla luce un piccolo alla volta all'anno.

## Distribuzione e habitat
Questa specie è diffusa in Colombia, Venezuela, Guyana, Suriname, Guyana francese, Ecuador, Perù settentrionale ed orientale, tutto il Brasile eccetto gli stati più meridionali, Bolivia settentrionale e isola di Trinidad.
Vive nelle foreste sempreverdi, foreste secche spinose. 

## Conservazione
La IUCN Red List, considerato il vasto areale, la presenza in diverse aree protette e la popolazione presumibilmente numerosa, classifica M.megalotis come specie a rischio minimo (Least Concern)).